# La gran guerra (pel·lícula de 1959)
La gran guerra (original en italià La grande guerra) és una pel·lícula del 1959 dirigida per Mario Monicelli, produïda per Dino De Laurentiis i interpretada per Alberto Sordi i Vittorio Gassman. Ha estat doblada al català.
És considerada una de les millors pel·lícules italianes sobre la guerra i una de les obres mestres de la història del cinema. Vencedora del Lleó d'Or al Festival del Cinema de Venècia ex-aequo amb Il generale Della Rovere de Roberto Rossellini i nomenada a l'Oscar com a millor pel·lícula estrangera, es va adjudicar a més tres David de Donatello i dos Nastri d'argento. Va obtenir un enorme èxit també a l'estranger, sobretot a França.
El setembre de 2009 la pel·lícula ha estat seleccionada per la pre-obertura de la #66ena edició del Festival del Cinema de Venècia. El gener de 2011, com a homenatge a Monicelli, desaparegut feia poc, la Cinemateca de Bolonya va organitzar una retrospectiva en record seu, projectant en el cinema Lumière La grande guerra i altres treballs del realitzador. Ha estat successivament inclosa en la llista de les 100 pel·lícules italianes a preservar, "pel·lícules que han canviat la memòria col·lectiva del País entre el 1942 i el 1978".

## Argument
L'acció se situa el 1916. El romà Oreste Jacovacci i el milanès Giovanni Busacca es troben en una oficina reclutament a causa de la mobilització. El primer promet de fer donar de baixa l'altre a canvi de diners. Els dos es troben novament durant el seu transport cap al front: després de la ira inicial de Giovanni, acaben per simpatitzar i esdevenir amics. Encara que de caràcter completament divergent els uneix la mancança de cap mena d'ideal i la voluntat d'evitar qualsevol perill per tal de sortir indemnes de la guerra. Després de nombroses peripècies durant la fase d'instrucció, els posteriors combats i els escassos dies de permís, a conseqüència de la derrota de Caporetto són destinats als serveis d'enllaç, destí molt perillós que els és confiat en ser considerats "els més incompetents".
Un vespre, després d'haver dut a terme la seva missió, es refugien en l'estable d'un casalot, punt avançat prop de la primera línia de foc, que mentre dormen és ocupat pels austríacs i fa que en despertar-se es trobin en territori enemic. Intenten fugir disfressats amb uns capots de l'exèrcit ocupant, són capturats, acusats d'espionatge i amenaçats d'afusellament. Esverats, admeten de tenir informacions crucials sobre el contraatac italià sobre el Piave, i per tal de salvar-se decideixen confessar-les a l'enemic. Però l'arrogància de l'oficial austríac i una frase de menyspreu que els adreça ("fetge? aquests només el coneixen a la veneciana, amb ceba") esperona la dignitat del milanès, que refusa de confessar res, insultant amb fatxenderia l'oficial enemic i l'altre que, després de l'afusellament del company, fingeix de no saber-ne res de les informacions que li demanen, també és afusellat poc després del seu amic.
La batalla conclou poc temps després amb la victòria de l'exèrcit italià i la reconquesta de la posició que havia caigut en mà dels austríacs, ignorant el sacrifici noble de Busacca i Jacovacci, considerats pels seus com a desertors, quan de fet han optat per l'afusellament per tal de no trair-los.

## Característiques generals
Reeixida combinació de tragèdia i comèdia, l'obra és un fresc coral, irònic, emotiu i commovedor (en algunes escenes), de la vida a les trinxeres durant la primera guerra mundial. Les vicissituds d'un grup de companys d'armes en el front italià durant el 1916 són narrades amb un llenguatge alhora neorealista i romàntic, que combina les maneres típiques de la comèdia a la italiana amb una acurada atenció cap als fets històrics. Les notables escenes col·lectives s'alternen amb agudes caracteritzacions dels nombrosos personatges, antiherois humans, espantats, resignats i alhora solidaris, agermanats per la participació forçada en una catàstrofe aclaparadora.
Monicelli i els guionistes Age & Scarpelli i Vincenzoni assoleixen l'àpex artístic de la seva carrera combinant, amb una fluïdesa narrativa extraordinària, comicitat i accents dramàtics, obrint un camí nou en la manera de traduir l'experiència bèl·lica al llenguatge cinematogràfic. És memorable el pla seqüència final en el qual els dos porucs protagonistes es redimeixen amb un gest valent, sacrificant-se l'un a la manera de l'“heroi fatxenda” i l'altre com a “heroi pusil·lànime”. Aquesta darrera figura ha estat concebuda de manera molt original i ha estat molt ben interpretada per un inspirat Alberto Sordi (guanyador del Nastro d'argento com a millor actor protagonista).

## Vessants històrics
La reconstrucció bèl·lica de l'obra és, des d'un punt de vista històric, una de les millors contribucions del cinema italià a l'estudi de la primera guerra mundial.
Per primera vegada la seva representació va ser depurada de la propaganda retòrica divulgada durant el feixisme i la postguerra, en què persistia el mite d'una guerra lluitada de manera heroica per Itàlia, i per això la pel·lícula va tenir problemes de censura des del moment de l'estrena en les sales cinematogràfiques italianes, i va ser prohibida als menors de 16 anys. Fins aquell moment efectivament els soldats italians havien estat contínuament retratats com homes valerosos disposats a immolar-se per la pàtria. Resulta emblemàtica i inoblidable en aquest sentit l'escena de la celebració festiva en el poble (de seguida transformada en silenciós dolor) i de la retòrica ostentada per les autoritats i els intel·lectuals a la tornada de les tropes immediatament abans de la derrota de Caporetto.
La pel·lícula va denunciar a més l'absurditat i la violència del conflicte, les condicions de vida miserables de la gent i dels soldats, però també els forts lligams d'amistat trenats malgrat les diferències d'extracció cultural i origen geogràfic. La convivència obligada d'aquestes diverses identitats regionals, rarament en contacte d'un mode tan perllongat, va contribuir a formar un esperit nacional fins aleshores gairebé inexistent, en fort contrast amb els comandaments i les institucions, percebudes com les principals responsables d'aquella massacre. En alguns diàlegs de la pel·lícula són usades per primera vegada en el cinema italià algunes paraules "vulgars" que van poder superar la censura de l'època. Molts soldats llicenciats que van anar als cinemes per veure la pel·lícula, en van sortir-ne plorant sense poder acabar de veure-la perquè, segons ells, algunes escenes representaven massa fidelment allò que havien viscut durant la guerra.
En el decurs de la pel·lícula hi ha diverses referències puntuals a la cultura italiana de la fi del segle xix i de l'inici del segle xx. Un dels soldats en l'escamot dels protagonistes està enamorat de Francesca Bertini, cèlebre diva del cinema mut de l'època. Poc abans de la famosa escena en què tant la trinxera italiana com l'austríaca es disputen una gallina, Alberto Sordi cita, com a inversemblant cuiner del regiment, a Pellegrino Artusi, el manual de cuina del qual era conegudíssim entre finals del Vuit-cents i principi del Nou-cents. En l'escena en què els soldats reposen en el poble després d'un violent atac enemic, una noia recita Saluto italico, una poesia patriòtica de Giosuè Carducci recollida en les Odi barbare.

## Producció
La gran guerra va néixer d'una idea de Luciano Vincenzoni, suggerida pel conte Dos amics de Guy de Maupassant. Quan Monicelli va explicar el tema a Dino De Laurentiis, el productor va mostrar de seguida un gran interès i va acceptar la idea de posar junts Vittorio Gassman (que acabava de tenir un gran èxit amb I soliti ignoti) i Alberto Sordi. Però va haver de superar les seves reticències respecte a encarregar el guió a Age & Scarpelli, que el productor considerava massa encasellats com a guionistes de les comedies de Totò i, per tant, poc idonis per a la pel·lícula.
En el guió s'hi integraven figures i situacions procedents de dos llibres famosos: Un anno sull'Altiplano, d'Emilio Lussu, i Con me e con gli alpini, de Piero Jahier. Entre aquestes situacions, l'episodi de la gallina, tret del llibre de Lussu, va ser descartat originalment pel realitzador, tot i que el va rescatar en un posterior muntatge (1964).
El periodista i escriptor Carlo Salsa, que havia combatut realment en els indrets que es mostren en el film, va assessorar en la redacció final del guió, enriquint la trama i els diàlegs amb detalls de gran vivacitat.
Inicialment Monicelli imaginava la trama com «una mena de gran olla en ebullició, d'on de tant en tant n'emergia un personatge; una massa amorfa d'humanitat, de soldats, d'obrers, de jornalers, entaforats dins de les trinxeres, enmig del fang, al llarg dels corriols, des d'on anaven apareixent, aquí i allà, els personatges i els moments singulars». Al final la presència de Gassman i Sordi va fer canviar aquest primer enfocament. I així, mentre s'anava escrivint el guió, es va anar donant als dos protagonistes una importància més gran de l'originalment prevista.
Hi va haver una polèmica sobre l'acabament de la pel·lícula, concretament sobre l'afusellament dels dos protagonistes. Tant a De Laurentiis com als distribuïdors els semblava que el final trencava amb els esquemes de la pel·lícula còmica; haurien volgut un final menys dramàtic, que la pel·lícula acabés amb l'alliberament dels dos protagonistes. Van ser les associacions militars les que van demanar un final dramàtic que redimís la covardia dels protagonistes amb una mort heroica.

### Rodatge

Gassman, Mangano i Sordi durant el rodatge

Les primeres escenes de la pel·lícula van ser rodades a Friül: es van cavar trinxeres i es va reconstruir la rereguarda. Després d'alguns dies de rodatge, Monicelli va rebre una trucada de De Laurentiis, que havia vist les copies dels rodatges quotidians, on es veien els soldats i els oficials esparracats, bruts (Monicelli feia regar un ample espai de terreny, i després feia rebolcar els comparses en el fang). El productor ho va considerar d'un realisme exagerat i va tractar de dissuadir-ne el realitzador, sostenint que no podia mostrar-se l'exèrcit en aquelles condicions i que el públic no ho acceptaria. Després de diverses discussions, De Laurentiis va donar al final la raó a Monicelli.
La majoria d'escenes van ser rodades a la província d'Udine, a Gemona de Friül, a Venzone, a Sella Santa Agnese, en els fossats de la ciutadella de Palmanova i a Nespoledo de Lestizza, des del 25 de maig a mitjan juny del 1959. Altres escenes van ser rodades a Civita de Bagnoregio i a San Pietro Infine. Al llarg del torrent Galantina, entre els Municipis de Forano i Poggio Mirteto, van ser rodades totes les escenes de la destrucció del pont. La tropa, veritables soldats de lleva, eren albergats en l'edifici escolar de Poggio Mirteto. L'escena de l'afusellament i la del final es van rodar prop del Castellaccio dei Monteroni a Ladispoli.

## Banda sonora
La banda sonora de la pel·lícula van ser composta per Nino Rota. A continuació s'indiquen els diversos fragments:
1. La grande guerra - Títols de crèdit (02:55)
2. Di qua, di là del Piave 1 (00:53)
3. Reticolati (01:35)
4. Giovanni e Oreste (03:35)
5. Costantina e Giovanni (01:55)
6. Vida de trincea (02:35)
7. La moglie di Brodin (01:02)
8. Libera uscita (01:20)
9. Di qua, di là del Piave 2 (00:52)
10. Le voci della guerra (08:41)
11. Finale (00:55)

## Distribució
Presentat al Festival de Venècia el 5 de setembre de 1959, va ser després distribuïda en els cinemes el 28 d'octubre del mateix any. Va ser distribuïda immediatament en els següents països:
- França: Les grade guerre, 4 de maig de 1960 (París)
- Alemanya de l'Oest: Man nannte es den großen Krieg, 2 d'agost de 1960
- Espanya: La gran guerra, 24 de novembre de 1960 (Madrid)
- Portugal: A Grande Guerra, 26 d'abril de 1961
- EUA: The Great War, 30 d'agost de 1961 (Nova York)
- Dinamarca: Den store krig, 2 de febrer de 1962
- Polònia: Wielka wojna
- Finlàndia: Suuri sota
- Grècia: O megalos polemos
- Argentina: La gran guerra
- Brasil: A Grande Guerra
- Hongria: A nagy háború

## Recepció

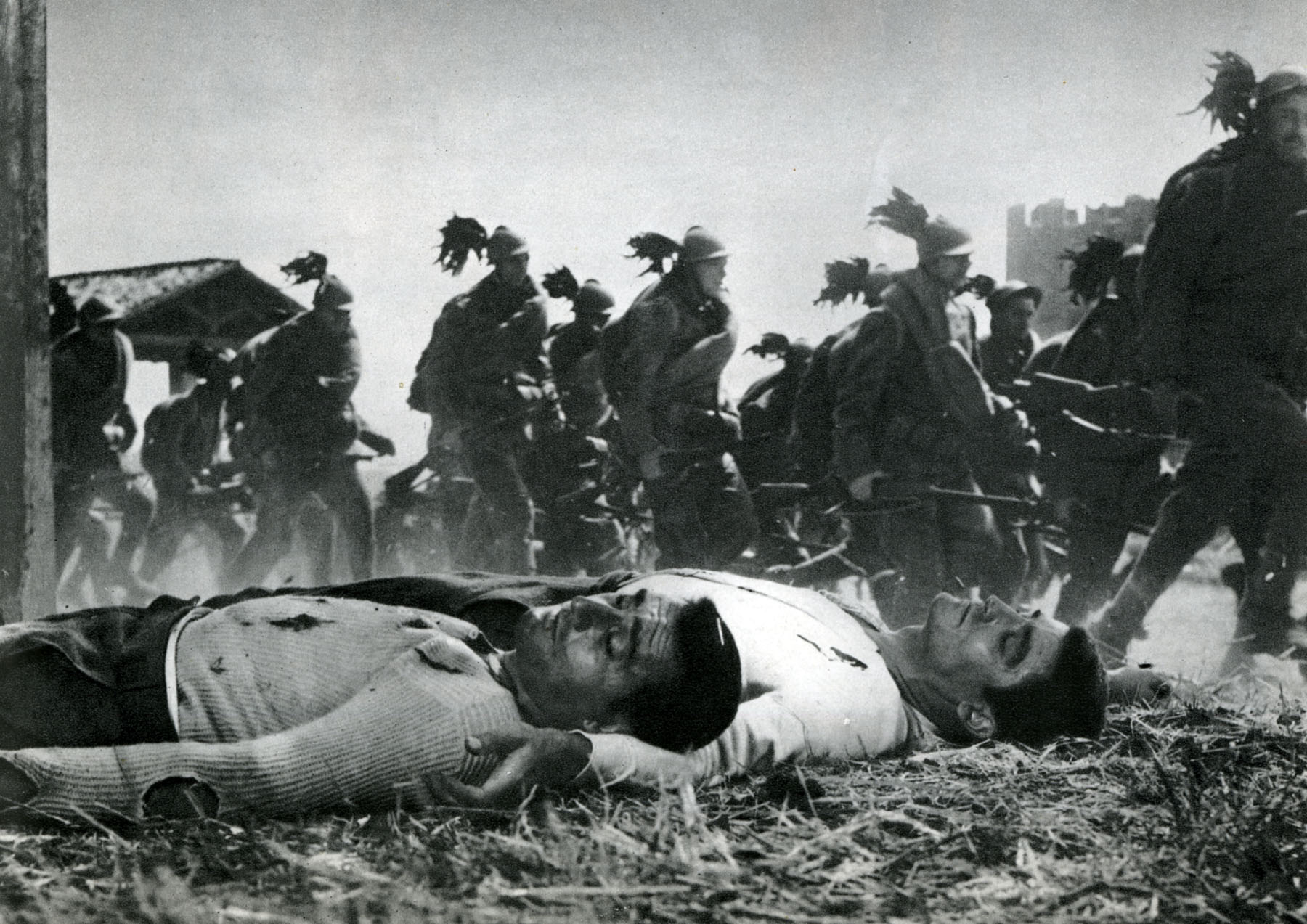
Sordi i Gassman en l'escena final de la pel·lícula

La pel·lícula va suscitar una polèmica encesa originada per Goffredo Lombardo i Franco Cristaldi que van criticar el fet que hagués estat seleccionada com a pel·lícula en concurs al Festival de Venècia quan encara el rodatge era en curs.
La primera projecció davant de la crítica especialitzada assistent a la Mostra de Venècia, no va ser acollida gaire bé, en particular per l'excessiva importància que es donava als dos còmics. Altres realitzadors, com Elio Petri, van criticar l'obra de Monicelli, cosa que el va particularment amargar. Però a la segona projecció, oberta al públic, la pel·lícula va obtenir un èxit estrepitós i a partir d'aquí hi va haver una reconsideració per part d'alguns crítics, com Maurizio Liverani (crític del "Paese Sera"), que va dir a Monicelli: «He tornat a veure la pel·lícula i m'hi he repensat, havia tingut una impressió diferent la primera vegada...»
També Sergio Amidei, amic del realitzador, va reconsiderar la seva opinió sobre la pel·lícula, declarant que ja havia estat acordat que el guanyador del Lleó d'Or fos El generale Della Rovere, de Rossellini (de què Amidei era coguionista). Tot es va capgirar en els darrers dos dies, gràcies també a la intervenció de René Clair (que va dir a Monicelli que era una pel·lícula extraordinària) i així, malgrat el parer reticent del president del jurat, Luigi Chiarini, el qual havia mostrat sempre poca simpatia pel realitzador, els jurats van veure's obligats a concedir-li el Lleó d'Or ex-aequo al de Rossellini.
Recordava Monicelli, a propòsit de la projecció pel públic al Festival de Venècia: "Hi va haver a Venècia, al final de la projecció, un aplaudiment tan llarg que va deixar atònits els actors i a tots nosaltres. No pensàvem que la pel·lícula tingués aquest èxit. Esperàvem que anés bé, però que tingués un èxit tan triomfal... que després evidentment va obligar el jurat a donar-lo ex-aequo al de Rossellini...".

### Ingressos de taquilla
La pel·lícula va ser la tercera en ingressos de taquilla a Itàlia en la temporada cinematogràfica 1959-60 (superada només per La dolce vita i A qualcuno piace caldo), recaptant un total d'1.500 milions de lires de l'època.
La grande guerra se situa a dia d'avui en el divuitè lloc en la classificació de les pel·lícules italianes més vistes de totes les èpoques; ha tingut un total de 10 783 742 espectadors de pagament.
 

## Reconeixements
- 1959 - Festival de Venècia
  - Lleó d'Or a la millor pel·lícula a Mario Monicelli
  - Premi especial: "Per la seva interpretació" a Alberto Sordi
- 1960 - Premi Oscar
  - Nominació Millor pel·lícula estrangera (Itàlia)
- 1960 - David de Donatello
  - Millor productor a Dino De Laurentiis
  - Millor actor protagonista a Vittorio Gassman
  - Millor actor protagonista a Alberto Sordi
- 1960 - Globus d'or
  - Nominació Millor pel·lícula a Mario Monicelli